# 萨姆雷
萨姆雷（法語：Samerey，法語發音：[samʁɛ]）是法国科多尔省的一个市镇，属于博讷区。

## 地理
萨姆雷（47°5'24"N, 5°21'38"E）面积7.02 平方千米，位于法国勃艮第-弗朗什-孔泰大區科多尔省，该省份为法国中东部省份，北起奥布省，西接涅夫勒省和约讷省，南至索恩-卢瓦尔省，东南接汝拉省，东临上索恩省，东北部与上马恩省接壤。
与萨姆雷接壤的市镇（或旧市镇、城区）包括：尚旺、索恩河畔拉佩里耶尔、圣塞纳昂巴什、索恩河畔圣桑福里安、阿贝热芒拉龙斯、当帕里。
萨姆雷的时区为UTC+01:00、UTC+02:00（夏令时）。

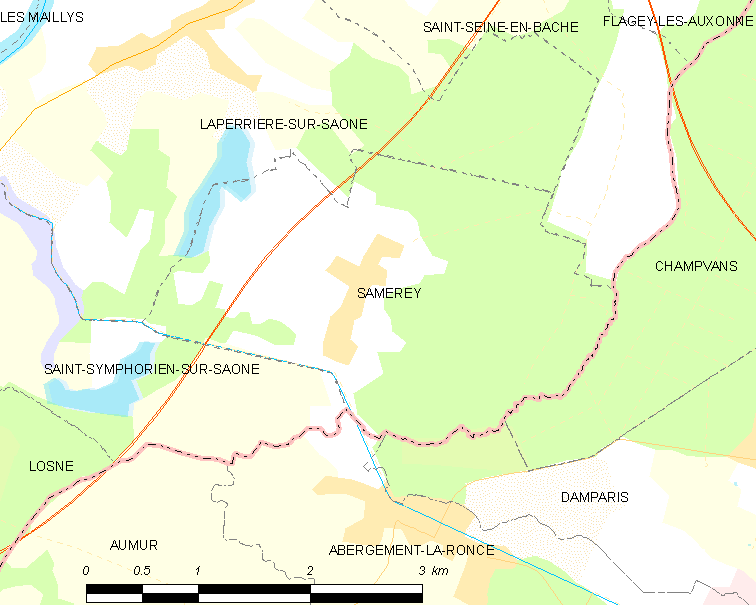
萨姆雷的OSM定位图

## 行政
萨姆雷的邮政编码为21170，INSEE市镇编码为21581。

## 政治
萨姆雷所属的省级选区为布拉泽昂普莱讷县。

## 人口

1962-2008年间萨姆雷人口变化图示

萨姆雷于2022年1月1日时的人口数量为134人。